# Сенусийская кампания
Сенусийская кампания — военная кампания, которая велась Королевством Италия и Британской империей против Сенусии, суфийского религиозного ордена арабских кочевников в Ливии и Египте, поддерживаемый Османской и Германской империями. Кампания проходила в Северной Африке с ноября 1915 по февраль 1917 года, во время Первой мировой войны.

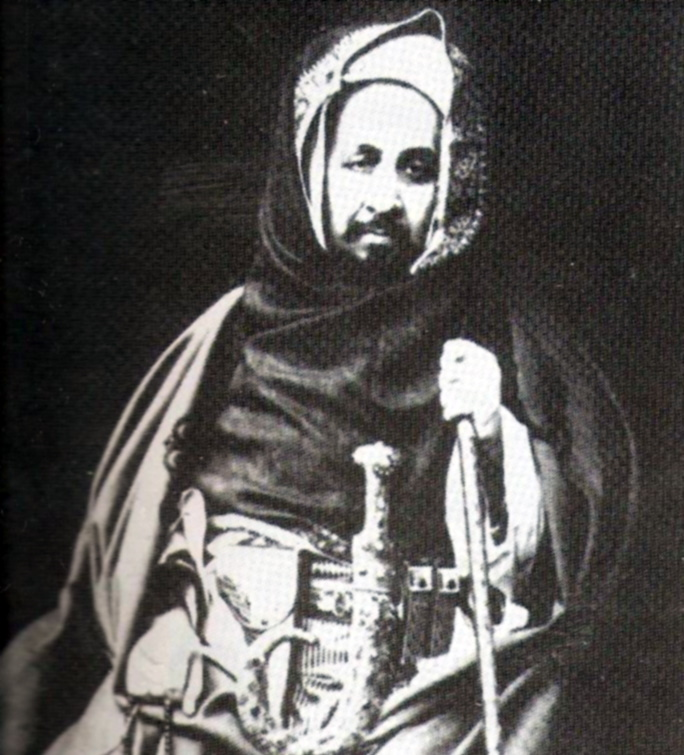
Ахмад Шариф ас-Сануси

Летом 1915 года османы убедили руководителя сануситов Ахмада Шарифа ас-Сануси объявить джихад, напасть на оккупированный Великобританией Египет с запада и поддержать восстание в Египте, чтобы отвлечь британские войска. Синуситы пересекли ливийско-египетскую границу в ноябре 1915 года и вели кампанию вдоль египетского побережья. Сначала силы Британской империи отступили, затем в нескольких сражениях разгромили синуситов, кульминацией которых стало сражение при Агагии и повторный захват побережья в марте 1916 года. Во внутренних районах кампания полосы оазисов продолжалась до февраля 1917 года, после чего были заключены мирные переговоры, и до конца войны этот район стал глухим местом, патрулируемым британскими самолетами и броневиками.

## Предыстория

### Сануситы
До 1906 года, когда сануситы стали участвовать в сопротивлении французам, они были «относительно мирной религиозной сектой пустыни Сахара, противостоящей фанатизму». Во время итало-турецкой войны итальянские войска оккупировали анклавы вдоль ливийского побережья, а сануситы сопротивлялись изнутри, поддерживая в целом дружеские отношения с британцами в Египте. В 1913 году итальянцы потерпели поражение в битве при Этанги, но в 1914 году итальянские подкрепления привели к возрождению, и к январю сануситы оказались на юго-востоке Киренаики. У сануситов было около 10 000 человек, вооруженных современными винтовками и боеприпасами с завода, производившего 1000 патронов в день. Периодические бои продолжались между итальянцами в укрепленных городах и сануситами, распространившимися по пустыне. Британцы объявили войну Османской империи 5 ноября, и османы призвали сенуссов атаковать Египет с запада. Османы хотели, чтобы сенусси провели операции против тыла защитников Суэцкого канала; Османы потерпели неудачу в предыдущих атаках на британские войска с Синая на востоке и хотели, чтобы они отвлеклись атаками с противоположного направления.

### Османская империя
В феврале 1915 года турецкие послы, в том числе Нури-бей, сводный брат Энвер-паши, и Джафар-паша, араб-багдадец в османской армии, задумали спровоцировать конфликт между Ахмадом Шарифом ас-Сануси, руководителем сануситов и британцами, планируя  рейд на Соллум 15 июня, но был сорван. В конце концов Нури получил командование вооруженными силами сануситов и начал обучать новобранцев Аулада Али. Османские послы заключили соглашение с руководителем сануситов, по которому его последователи должны были атаковать британцев в Египте с запада, хотя его решение не было поддержано всеми сануситов. Османы предоставили пулеметы и артиллерию с помощью кораблей и немецких подводных лодок для доставки оружия, оборудования и денег. К ноябрю 1915 года размер британского гарнизона в Египте значительно сократился в результате экспедиций в Галлиполи и Месопотамию. Западную границу Египта охраняла египетская береговая охрана (подполковник К. Л. Сноу), командир которой отвечал за поддержание хороших отношений с местными бедуинами и сануситами.

### Местность

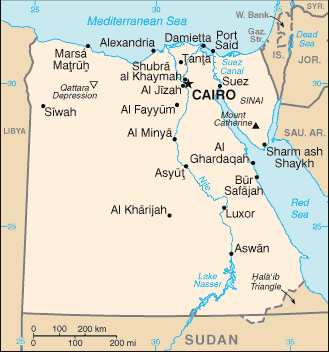
Карта Египта

Западная граница Египта не была определена в 1914 году, поскольку переговоры с османами были прерваны итало-турецкой войной, а затем сведены на нет уступкой Триполи Италии. Условная граница проходила на юг от Соллума, к востоку от которого находилась территория площадью 520 000 км², вся пустыня к югу от полупустынной прибрежной полосы, но с несколькими оазисами, некоторые из которых были довольно большими и поддерживающими значительное население, управляемыми  Правительством Египта. Бедуины (арабские кочевники) перемещались между оазисами, торговали с жителями и укрывались у них, когда колодцы пересыхали.
Вдоль средиземноморского побережья Египта расположена полоса земли, достаточно хорошо орошаемая, чтобы обеспечить выпас верблюдов и овец;  копать воду в целом удается, но колодцы и цистерны часто находятся далеко друг от друга и иногда неожиданно пересыхают. Земля пыльная летом и клейкая в сезон дождей с декабря по март, когда дни относительно прохладные, а ночи очень холодные. К югу от прибрежной полосы находится голое известняковое плато шириной около 80 км в Дабаа и 240 км в ширину в Соллуме. На юге лежит пустыня с песчаными дюнами на несколько сотен километров.
Оазис Сива, крепость сануситов, расположен в 260 км к югу от Соллума, на краю песчаного моря;  на востоке находится ряд оазисов, некоторые из которых расположены достаточно близко к долине Нила, чтобы оказаться в пределах досягаемости налетчиков-сануситов, путешествующих на верблюдах. Железная дорога стандартной колеи шла вдоль побережья из Александрии и должна была закончиться в Соллуме, который в 1915 году достиг Дабаа. Дорога, известная как Хедивальская автодорога, пригодная для движения автомобилей в сухую погоду, продолжалась до границы, хотя, когда начались военные действия, сезон дождей был неизбежен.

## Подготовка

### Османско-Сенусийские силы
Немецкие и турецкие офицеры разместили свой штаб в оазисе Сива с отрядом сануситов численностью 5000 бойцов при поддержке горных орудий и пулеметов, чтобы атаковать Соллум, Мерса-Матрух и Эль-Дабаа на побережье, а также оазисы южнее в Бахарии, Фарафре, Дахле и Харга. 15 августа командир британской подводной лодки увидел людей на берегу возле Соллума и был обстрелян, когда отправился на расследование, что вызвало дипломатический инцидент, пока сануситы не сделали вид, что группа приняла подводную лодку за итальянскую лодку. Сэр Джон Максвелл, командующий британскими войсками в Египте, сделал вид, что поверил этому оправданию, полагая, что это была провокация с целью принудить руководителя сануситов к действию. Вскоре после этого сенусси начали тренировки вокруг Соллума с применением артиллерии и пулеметов, а затем Максвелл получил от руководителя сануситов документы для мусульманских лидеров и журналистов в Аравии и Индии, призывающие к джихаду.
Британцы продолжали умиротворять сануситов, ведя переговоры с шерифом Мекки и не желая разжигать мнение мусульман. 30 сентября Сноу встретился с руководителем санусидов и Джафар-пашой, которые обсудили недисциплинированный характер кочевников пустыни, но Сноу счёл силы сануситов потенциально грозными. Вскоре после этого пришли новости об очередной победе сануситов над итальянцами под Триполи и о захвате большого количества оружия и денег. Агрессия сануситов против британцев обострилась в ноябре, когда немецкие подводные лодки торпедировали вооруженный пароход HMS Tara и транспортное судно Moorina, а затем передали экипажу сануситов в порту Сулейман в Киренаике. Ахмад Шариф притворился невежественным, когда британцы пожаловались и начались переговоры, чтобы убедить руководителя сануситов уволить османских посланников за деньги, но набеги немецких подводных лодок поощряли непримиримость сануситов.
6 ноября катера египетской береговой охраны в бухте Соллум были атакованы SM U-35, Аббас был потоплен, а Нухр-эль-Бахр был поврежден. В ночь на 17 ноября сануситы обстрелял лагерь в Соллуме, двое бедуинов были убиты, а береговой телеграф был отключен.  Следующей ночью Завит (келья, монастырь или скит) в Сиди-Баррани в 77 км к востоку от Соллума был занят 300 мухафизиями (командирами, защитниками или охранниками), регулярными войсками сануситов. Ахмад Шариф приказал своим последователям пересечь границу Египта к 21 ноября и провести прибрежную кампанию. В ночь с 19 на 20 ноября казармы в Соллуме были обстреляны, береговая охрана была убита. На следующий день был атакован пост в 48 км к юго-востоку от Соллума, и когда пришло известие, в Александрии начались гражданские волнения.

### Британские силы

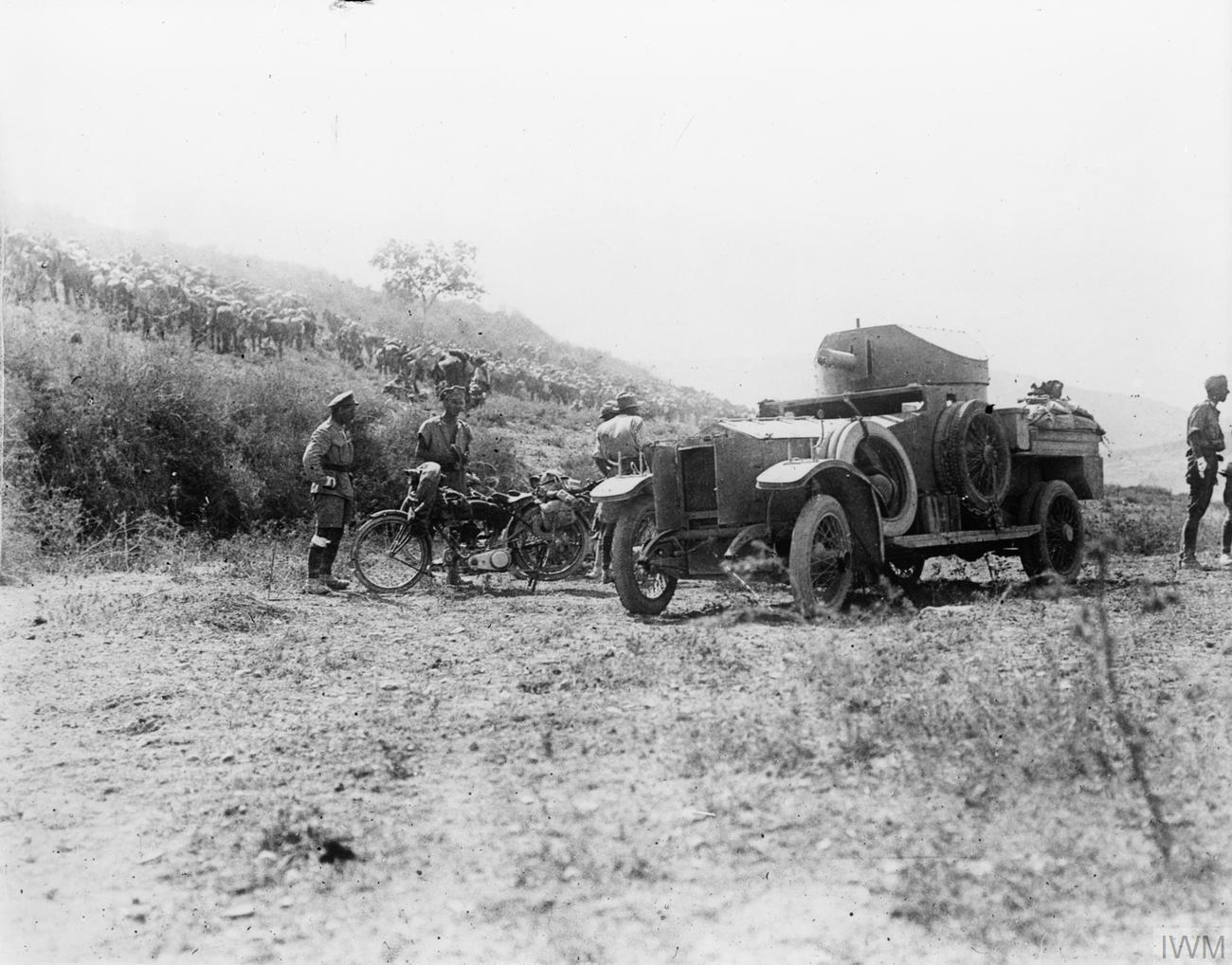
Бронеавтомобиль Rolls-Royce (снято в 1918 году в Палестине IWM Q12329LACarPatrol)

Британское командование приняло политику избежания неудач, прежде чем попытаться победить сануситов. Соллум находился в 450 км от Александрии, слишком далеко на западе для базы и слишком уязвим для немецких подводных лодок, из-за отсутствия быстроходных патрульных катеров для охраны кораблей в заливе. Мерса-Матрух (Матрух) находился на 190 км ближе к Александрии и имел хорошее водоснабжение. Западным пограничным постам было приказано вернуться в Матрух для сосредоточения и усиления войсками, переброшенными вдоль побережья на траулере и по Хедивальской железной дороге до Дабаа, что в 121 км от Матруха. 20 ноября был отдан приказ о формировании Западных пограничных войск, состоящих из сводных конных и пехотных бригад и вспомогательных войск; к концу года британцы располагали в Западной пустыне около 40 000 солдат. 21 ноября 2-й батальон новозеландской стрелковой бригады, рота 15-го сикхского полка, отряды Биканирского верблюжьего корпуса и бронепоезд с экипажем египетских артиллеристов были отправлены в Дабаа для охраны железной дороги и патрулирования оазиса Могара. Позже 1/1-я конная бригада Северного Мидленда была отправлена в Файюм, а меньшие силы отправились в гарнизон Вади-Натрун, в 72 км к югу от Александрии.

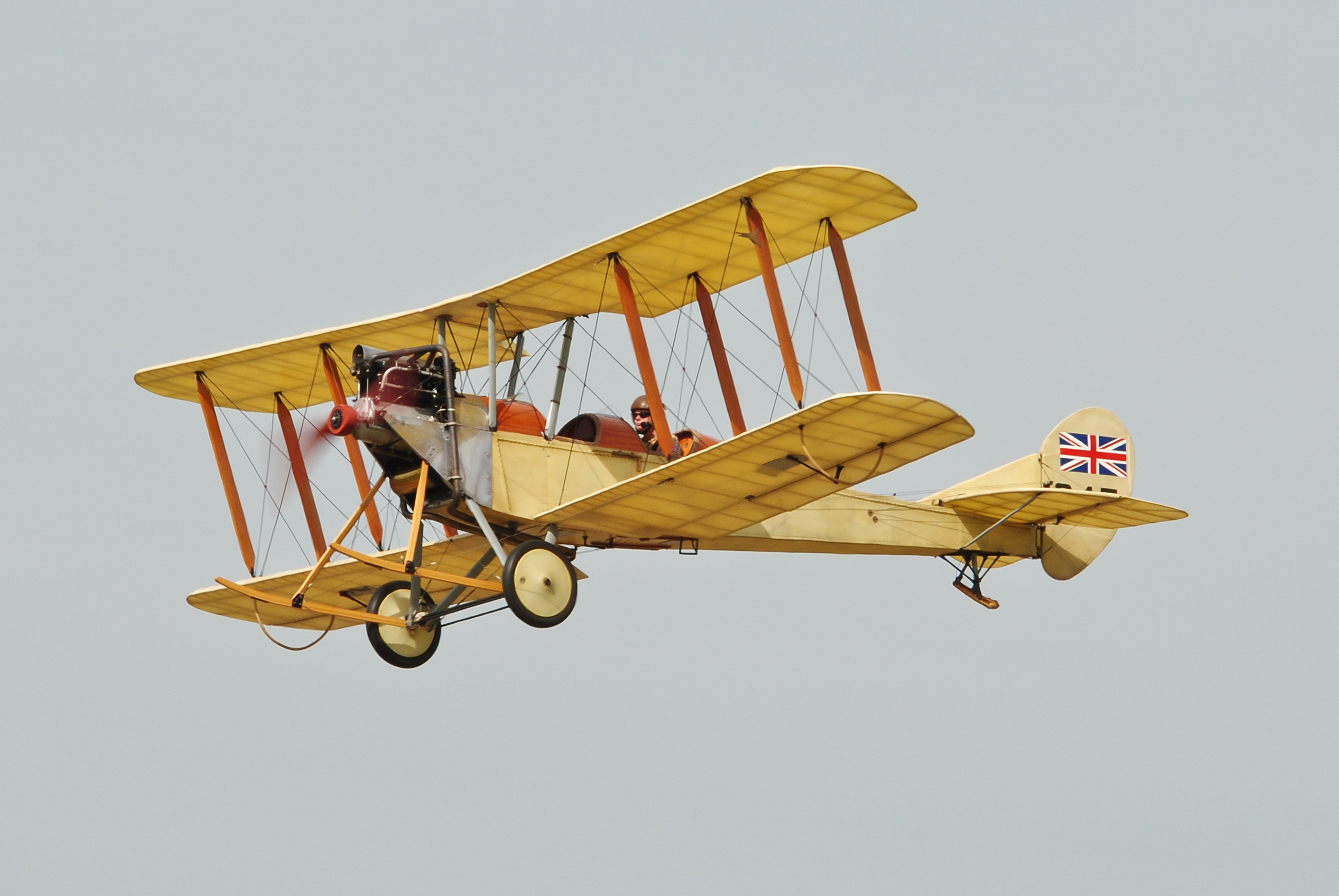
Реплика BE2 в полете (Shoreham Airshow 2013 9697770161)

В ночь с 23 на 24 ноября около 300 человек 15-го сикхского полка покинули Александрию на траулере и направились в Матрух, а затем, чтобы вывести гарнизон из Соллума, но обнаружили, что около 100 египтян из Соллума уже находились в Матрухе, отплыв на восток на  Корабль береговой охраны Рашид. Гарнизон Сиди-Баррани поздно вечером 22 ноября отразил атаку и отступил до рассвета, прибыв в Матрух 24 ноября;  Бук-Бук (Бакбак) в 160 км к западу от Матруха также был оставлен, хотя около 134 членов египетской береговой охраны перешли к сануситам со своим снаряжением и 176 верблюдами, после чего небольшой отряд египетской кавалерии и пехоты в Матрухе был  с позором отправлен обратно в дельту. Как только Соллум был эвакуирован, прибыли корабли, полные боеприпасов для сенусси. К 3 декабря гарнизон Матруха увеличился до 1400 человек, а к 10 ноября прибыли Западные пограничные силы (WFF) с артиллерийской батареей, двумя 4-дюймовыми (100-мм) орудиями тяжелой батареи Королевской морской пехоты из Александрии и двумя самолётами BE2c Королевского летного корпуса (RFC) из 14-й эскадрильи RFC, которая начала боевые действия 5 декабря.

## Сенусийская кампания

### Побережье
Вади Сейнабский инцидент
11 декабря Уоллес направил колонну (подполковник Дж. Л. Р. Гордон) из Матруха в Дуввар-Хусейн в 26 км к западу с пехотой, артиллерией и четырьмя бронемашинами, тремя легкими автомобилями Ford и автомобилем радиосвязи из Королевского  Дивизия бронетехники ВМФ, сводный йоменский полк и большая часть составной пехотной бригады. Кавалерия продвинулась примерно на 14 км, когда получила огонь из стрелкового оружия справа и попыталась обойти нападавших с фланга при поддержке броневиков, но колонна была отозвана из-за сильного обстрела. К атаке присоединилась артиллерия, и прибыла эскадрилья австралийской легкой кавалерии, после чего сануситы были отброшены из Вади Сенаб. Отряд численностью около 300 сануситов потерял 80 человек убитыми и семь пленных против 16 убитых и 17 раненых, одним из которых был Сноу, убитый при попытке схватить раненого бедуина. Гордон услышал о бое и получил сообщение, сброшенное с самолета, но, учитывая расстояние, количество багажа и небольшую численность его сил, решил положиться на Уоллеса, идущего из Матруха, и продолжил путь к Умм-эр-Ракхаму, где кавалерия собралась на ночь.
На следующий день мало что было сделано из-за истощения лошадей йоменов, за исключением местного патруля, который нашел несколько верблюдов и взял 25 пленных.  Гордон планировал продвинуться к Вади Хашефиат после того, как разведывательный самолет сбросил записку о том, что Сенусси находится в 11 км к юго-западу, затем двигаться вверх по вади к Дуввару. Хусейн и Уоллес согласились послать четыре броневика для сотрудничества.  Ночью прибыли две роты королевских шотландцев с конвоем припасов, и марш начался в 8:30 утра с кавалерийской завесы вперед. К востоку от Вади Хашефиат силы были обстреляны слева примерно в 9:15 утра, и фланговый охранник отступил на север, преследуемый, по всей видимости, британскими войсками. Их опознали как сануситов, и они наблюдали, как они продвигались в открытом порядке и стреляли из-за укрытия, и в конечном итоге оказались крупными силами. Гордон приказал основным силам остановить наступление сануситов, в то время как авангард и кавалерия окружили левый фланг сануситов. Когда обе стороны маневрировали, отряд сануситов насчитывал 1000–1500 человек, и в 10:00 пехоту поддерживали два полевых орудия и три пулемета.
Гордон приказал охране в Умм-эль-Ракаме подкрепиться, и позже из Матруха прибыли две эскадрильи австралийской легкой кавалерии с двумя полевыми орудиями, которые открыли огонь в 15:15. и случайный снаряд попал в самую большую группу сануситов, которая рассеялась и побежала. Остальные сенусси начали отступать, и британцы последовали за ними, но затем вернулись в лагерь с девятью убитыми и 65 ранеными, что составило примерно 250 потерь сануситов. На следующий день колонна вернулась в Матрух сильно измотанная; сануситы были отброшены, но сумели уйти, сумев застать врасплох и энергично атаковать. Британцы пришли к выводу, что если бы остальная часть колонны была так же хорошо обучена, как 15-й сикхский полк, поражение сануситов было бы большим.
Вади Маджидский инцидент
Погода 15–24 декабря помешала операциям из Матруха, и это время было использовано для организации, а ВФФ была усилена 1-м батальоном новозеландской стрелковой бригады. Сануситы собрались на дороге Хедивал у Габель-Медва, в 9,7 км к западу от Матруха, и воздушная разведка и шпионы оценили их численность в 5000 человек, четыре пушки и несколько пулеметов у Мухафизии. Воздушный наблюдатель BE2c из 14-й эскадрильи зарисовал лагерь сануситов, и копии были использованы наземным командованием. Позже Джафар писал, что в Дабаа было отправлено три батальона Мухафизии по 300 человек каждый, четыре горных орудия и два пулемета, чтобы перерезать сообщение с Александрией. Еще три батальона с четырьмя орудиями и восемью пулеметами находились в Халазине, в 24 км к юго-западу от Гебель-Медвы. Оба войска сопровождались нерегулярными бедуинскими формированиями, на которых можно было рассчитывать, что они присоединятся к ним, если сануситы разгромят британцев. Уоллес решил попытаться совершить ночное наступление, чтобы застать сануситов врасплох, и в 5 часов утра 25 декабря две колонны двинулись из Матруха.
Правая колонна должна была наступать прямо на Гебель-Медва, а левая колонна должна была двигаться через Вади-Товейвиа к югу от Матруха, затем на запад, обойдя фланг сануситов, чтобы отрезать им отступление. Шлюп класса «Азалия» HMS Clematis должен был обеспечивать огневую поддержку любой цели в пределах досягаемости. Кавалерия покинула Вади-Товейвиа к 7:30 утра, но перемещение орудий и боеприпасов заняло ещё два часа, поскольку остальная часть колонны двинулась к дороге Хедивал в 19 км к западу от Матруха. Правая колонна бесшумно двинулась вперед, но в 6:00 утра аванпосты сануситы подняли тревогу и вступили в бой с колонной, которая остановилась, пока не улучшилось освещение. Многих сануситов можно было увидеть на холмах на юге и юго-востоке, но не на Гебель Медве из-за внезапного появления британцев. «Гебель Медва» была занята для охраны правого фланга, а затем наступление должно было продолжиться по дороге, когда полевая пушка сануситов с некоторой точностью открыла огонь по дороге. Батарея Ноттс ответила и заставила орудие замолчать;  снаряды Клематиса на расстоянии 10 000 ярдов (9,1 км) упали на позицию сануситов.
15-й сикхский полк двинулся по дороге в 8:45 утра, в то время как другие войска следовали за ним или атаковали на левом фланге. К 9:30 утра сикхи приблизились к основной позиции сануситов в пределах 800 ярдов (730 м) и увидели, что они отступают, поэтому их атаковали 1-й новозеландский стрелковый полк, и к 10:00 они захватили хребет. Некоторые сануситы оказались в ловушке, в пещерах и оврагах и убиты артиллерийским обстрелом остальных сануситов во время их отступления. Кавалерия левой колонны была задержана кавалерией сенусси и не смогла отрезать отступление сануситоч, поскольку вступила в бой с 8:00 утра. В 6,4 км к югу от Гебель-Медва всадники сенусси, очевидно, разместились там, чтобы помешать  обходной ход. В конце концов пулеметный огонь отбросил группу прикрытия, но колонна возобновила наступление только в 9:00 утра, а затем попыталась отрезать небольшие группы. Попытки дать сигнал левой колонне двигаться прямо к Вади-Маджиду предпринимались примерно до 13:00.  Прибытие кавалерии заняло до 15:00. добраться до вади к моменту побега сануситов. Пехота убила около 100 сануситов, захватила 80 верблюдов, а затем сожгла лагерь.
Британцы стояли лицом на север, против арьергарда сануситов, прислоненного к морю, но большая часть сануситов отступила на запад со своим скотом, и с наступлением темноты арьергард смог ускользнуть от Вади Сенаб и Вади Маджид вдоль скалистого берега, где кавалерия могла  не следовать.  В 17:00.  Гордон прекратил преследование и приказал пехоте расположиться биваком в Гебель-Медва, а кавалерии вернуться в Матрух.  Поражение понизило престиж сануситов, но неспособность британской кавалерии использовать победу оставила основные силы сануситов нетронутыми. Потери британцев составили 13 убитых и 51 раненых, около 300 сануситов были убиты и 20 взяты в плен. Багаж Джафара-паши был конфискован, и некоторые из погибших оказались дезертировавшими египетскими береговыми охранниками. Несколько пленных индейцев, взятых у Мурины, в суматохе сбежали от Сенусси и вернулись в свои части; Уоллес смог начать операции между Матрухом и Дабаа после короткого отдыха.
Халазинский инцидент
После короткого отдыха после «Дела в Вади-Маджид» Уоллес поздно вечером 28 декабря направил колонну в Бир-Геравлу, в 19 км к юго-востоку от Матруха, после того как лагерь был обнаружен воздушной разведкой. Колонна вернулась 30 декабря, не встретив сопротивления, а бедуины бежали при приближении колонны. Восемьдесят палаток были уничтожены вместе с небольшим количеством зерна; Было разграблено 100 верблюдов и 500 овец, что вынудило местных бедуинов согласиться. 1 января 1916 года восемьдесят палаток были замечены летным экипажем-разведчиком в Гебель-Ховеймиле, в 56 км к юго-востоку от Матруха, но проливные дожди не позволили атаковать лагерь в течение десяти дней. Дождь прекратился 9 января, но потребовался день, чтобы земля восстановилась, и смешанная колонна достигла Баккуша поздно вечером 13 января. На следующий день лагерь оказался заброшенным, но были обнаружены лагеря поменьше с верблюдами и домашним скотом; палатки были сожжены, а скот разграблен, прежде чем колонна вернулась в Баккуш. Во время рейда телеграф из Матруха в Дабаа был отремонтирован, и 15 января войска, переброшенные из ВФФ, вернулись через Дабаа, а остальная часть колонны вернулась в Матрух 16 января с 13 пленными и добычей в виде 140 верблюдов и 50 голов крупного рогатого скота.
19 января воздушная разведка обнаружила главный лагерь сануситов в Халазине, в 35 км к юго-западу от Матруха, с 300 палатками, включая палатку Гранд-сенусии, и было решено атаковать как можно скорее. 22 января ВФФ продвинулась к Бир-Шоле в 19 км к юго-западу и на следующее утро двинулась на Халазин двумя колоннами. Колонна пехоты справа следовала по компасу, направляясь к лагерю, а кавалерия двинулась вперед эшелоном на левом фланге. Шёл дождь, обоз остался позади, машины скорой помощи застряли, а броневики отправили обратно в Матрух. После продвижения на 11 км сануситы были замечены, а через час пехота атаковала, когда кавалерия была послана против правого фланга сануситов. В 10:00 пехота двинулась к оборонительной позиции длиной около 2,4 км, которую скрывал мираж. Считалось, что сануситы отходили на подготовленную позицию со значительным мастерством, а также хорошо обращались с тремя орудиями и пятью пулеметами. Отряд сануситв появился справа от британцев, а затем ещё один отряд появился слева, поскольку британский правый фланговый отряд был отброшен под пулеметный огонь. Подкрепления Новой Зеландии были отправлены на фланг с пулеметами и остановили атаку сануситов, но затем были обойдены с фланга и снова усилены.
Обход сануситов слева был более угрожающим: в 13:30 левая колонна была остановлена и постепенно оттеснили его назад, пока две новозеландские компании не остановили наступление сануситов. Наступление сикхов в центре продолжалось, поскольку фланги были отброшены, но пехота сикхов, Южной Африки и Новой Зеландии продолжала наступать и в 14:45 дошли до окопов сануситов, у которых защитники отступили и отступили в пустыню. Кавалерия не смогла преследовать, когда сенусси на флангах отступили, из-за отсутствия воды для лошадей и состояния местности преследование на бронемашинах было невозможным. Потери британцев составили 31 убитый и 291 раненый. По оценкам пленных сенусси, 200 убитых и 500 раненых, но основная часть сил сенусси осталась нетронутой, и 24 января воздушная разведка обнаружила их в Бир-Туте в направлении Сиди-Баррани. Британцы разбили неподалеку бивак, и войска провели ночь без крова и еды. Колонна вернулась в Бир-Шолу, через еще более сильную грязь, и раненых, которые не могли сидеть на лошадях, несли на носилках. Ночь 24 января также была дождливой, но условия были намного лучше: была еда, вода и палатки для раненых.

### Сражение при Агагии

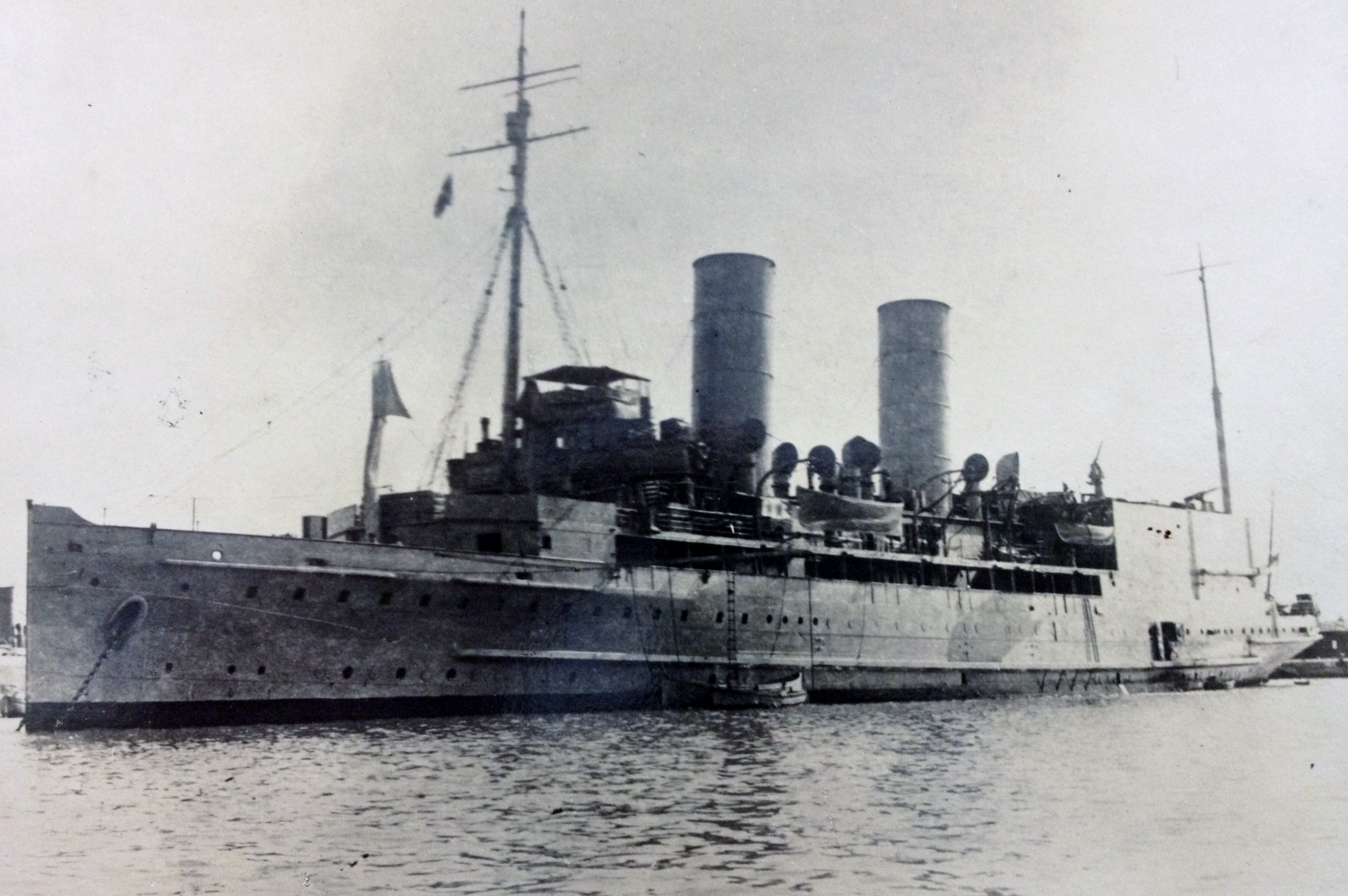
HMS Ben-my-Chree, гидросамолетный авианосец

В феврале 1916 года из Порт-Саида был отправлен гидросамолет HMS Ben-my-Chree; 11 февраля его самолеты заметили Сиди-Баррани и Соллум, а 15 февраля обнаружили, что сануситы расположились лагерем в Агагии. Западные пограничные силы (генерал-майор Уильям Пейтон) были усилены 1-й южноафриканской бригадой (бригадный генерал Генри Лукин) и британской колонной под командованием Лукина, продвигавшейся на запад вдоль побережья, чтобы отбить Соллум в феврале. По пути лагерь сануситов в Агагии был замечен самолетом. 26 февраля колонна атаковала сенусси и захватила Джафара-пашу, командующего силами сануситов на побережье. Когда сенусси отступили, они были отрезаны кавалерийской атакой дорсетских йоменов; йомены потеряли половину своих лошадей и около трети всадников (58 из 184 принявших участие), но рассеяли колонну, причинили около 500 жертв, взяли 39 пленных, захватили обоз сануситов и преследовали выживших в пустыне.

### Повторная оккупация Саллума
Похоронив мертвых и дав отдых выжившим, Лукин двинулся к Сиди-Баррани и вошел без сопротивления 28 февраля. 2 марта два разведывательных самолета были отправлены из Матруха, а 8 марта самолеты вылетели в Сиди-Баррани для поиска от Сиди-Баррани до Соллума. ВФФ получила базу в 140 км дальше к западу от Матруха, но могла выгружать припасы только в хорошую погоду, и им приходилось полагаться на сухопутный маршрут, пока флот не догнал их. Как только британцы обосновались в Сиди-Баррани, Лукин вернул как можно больше лошадей и артиллеристов, чтобы уменьшить потребность в продовольствии, которое с конвоем верблюдов занимало четыре дня и требовало 50–100 сопровождающих на каждое путешествие. Доставка грузов по морю была затруднена из-за боязни немецких подводных лодок, но была завершена к 4 марта, что позволило вернуть большую часть ВФФ в Сиди-Баррани к 7 марта. Многие части были выведены, а вперед отправлены новые, в том числе моторно-пулеметная батарея кавалерийского корпуса с 17 легкими бронемашинами и 21 мотоциклом. Дорога Хедивала в Соллум шла вдоль побережья, а внутренний откос, который находился в 40 км от побережья в Сиди-Баррани, сходился с побережьем в Соллуме.
Чтобы избежать подъема на откос через перевал Халфая, где сануситов ждет на вершине, Пейтон выбрал внутренний маршрут через Медианный перевал в 32 км к юго-востоку от Соллума, используя колодцы в Огерине и цистерны в Медиане и Сивиате. на плато, за водой. Разведывательные полеты RFC обнаружили небольшие лагеря возле откосов, но никаких признаков оборонительных сооружений на перевалах не было. Медленно движущаяся пехота должна была отправиться в путь 9 марта, прибыть на рассвете 12 марта и захватить перевалы Медиан и Эрагиб. Конная колонна 2-й конной бригады, артиллерия и верблюжий корпус должны были выйти 11 марта и встретиться с Лукиным 13 марта у Огерена. Пехотная колонна достигла Бук-Бука 11 марта, кавалерия достигла Алем-абу-Шейбы, а на следующий день пехотная колонна достигла Огерина, а бронемашины заняли перевалы Медиан и Эрагиб. Запаса воды оказалось недостаточно для кавалерийской колонны или всей пехоты. Пейтон приказал Лукину выдвинуться с двумя батальонами и артиллерией, а остальных отправить обратно в Бук-Бук с кавалерийской колонной, чтобы соединиться с Пейтоном и медленно продвигаться вдоль побережья. Лукин продвигался вперед с 1-м и 4-м южноафриканскими батальонами, Гонконгской горной батареей и отрядом полевой санитарной техники. На следующий день сокращенные силы поднялись на плато через перевалы к Бир-эль-Сивиату.
В течение 13 марта войска с Пейтоном продвинулись к Бир-Тегдиде, в 31 км от Соллума, но кавалерия осталась в Бук-Буке после ошибочного сообщения о недостаточном количестве воды в Тегдиде. На следующий день три колонны сосредоточились возле перевала Хальфая, в 4,8 км от Соллума, кавалерия догнала их, а батальоны с Лукиным несли воду на верблюдах. Пейтон послал 2-й южноафриканский пехотный батальон вверх по перевалу, чтобы присоединиться к Лукину, и продолжил путь вдоль побережья. Подходовой марш превратился в разочаровывающую ситуацию, поскольку сануситы покинули Соллум до прибытия колонн и кораблей снабжения на следующий день. Бронемашины герцога Вестминстерского продвигались к Бир-Ваеру, который, как сообщила воздушная разведка, был брошен, чтобы преследовать сенусси на запад. Бронемашинам удалось двигаться со скоростью до 64 км/ч по твердой поверхности пустыни и обойти сотни сануситов. Бронемашинам удалось двигаться со скоростью до 64 км/ч по твердой поверхности пустыни и обойти сотни сануситов. Проехав 40 км к западу от Соллума, основные силы сануситов были замечены и атакованы.
Сануситы не выдержали и, за исключением небольшого отряда османов, бежали в пустыню. Османы были захвачены и убиты; тридцать пленных были взяты вместе с тремя полевыми орудиями, девятью пулеметами и 250 000 патронов, без потерь для британцев. Автомобили преследовали 16 км, сбивая сануситов на бегу. В Соллуме было найдено письмо капитана Р. С. Гваткина-Уильямса, командира «Тары», в котором сообщалось о местонахождении выживших с судов, затонувших в ноябре прошлого года.  Заключенные сануситы признались, что экипажи содержались в Бир-Хакейме, примерно в 190 км к западу от Соллума. Герцог Вестминстерский отправился в путь с 45 легковыми автомобилями и машинами скорой помощи 17 марта и ехал с 1:00 до 15:00 по незнакомой местности, усыпанной валунами, проводит спасательную операцию Бир Хакейм. 91 мужчин накормили, а затем отвезли обратно на заставу Австралийского верблюжьего корпуса в Бир-Ваере. На следующий день освобожденные заключенные вернулись в Александрию, сообщив, что с ними не обращались плохо, но они пострадали от голода, вызванного военными действиями в регионе, и что четверо заключенных умерли, в основном от голода.

### Незначительные операции
Поражения сануситов в прибрежной кампании вынудили выживших перейти границу с Ливией, и чтобы предотвратить возрождение, легкие «Форды» и бронемашины продолжили свое патрулирование. Олад Али сдался Пейтону, который также голодал во время голода, и общественные волнения в Александрии уменьшились. Южноафриканская бригада вернулась в Александрию, а два батальона Сводной бригады, рота Верблюжьего корпуса, два орудия Гонконгской батареи, легкие броневики и разведывательные самолеты остались в Соллуме в полуполете RFC. 7 апреля четыре легких броневика и пулеметное отделение 2/7-го полка Миддлсекс покинули Соллум, чтобы совершить налет на склад боеприпасов в Мораисе, в 29 км к северо-западу, и уничтожили артиллерийские боеприпасы и около 120 000 патронов. боеприпасы для стрелкового оружия; другие патрули в том же месяце обнаружили еще 167 000 патронов. Итальянская армия разместила два батальона в Бардии для сотрудничества, и с 25 по 26 июля рейдовый отряд из Соллума и итальянские автомобили из Бардии, отряд Верблюжьего корпуса и итальянская яхта Мисурат атаковали отряд из примерно сорока мухафизиа в Вади-Санале в Ливии, в 64 км к западу от Рас-эль-Меля. Группа была рассеяна и послужила предупреждением о том, что по обе стороны границы нет убежища. Патрулирование продолжалось в течение года, и колонна верблюдов была захвачена возле Джагбуба, оплота сануситов в 217 км от Соллума; зимой было совершено еще больше итало-британских набегов.

### Группа оазисов

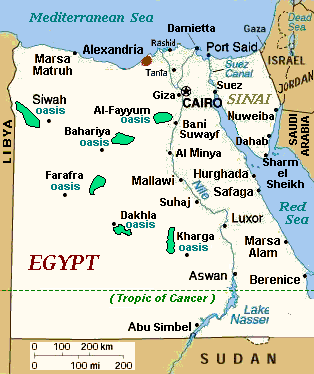
Карта с изображением египетских оазисов

Более чем в 480 км к западу от Нила находится оазис Сива, из которого есть два маршрута в долину Нила через ряд оазисов. Северный маршрут лежит на восток, мимо нескольких небольших оазисов и колодцев, к большому оазису в Бахарии, который на восточной окраине находится примерно в 160 км от Нила в Минье. Южный маршрут идет на юго-восток через Фарафру и Дахлу к большому оазису Харга, в 160 км от Сухага на Ниле. 11 февраля 1916 года 500 сануситов и Сайид Ахмед аш-Шариф заняли оазис в Бахарии, как раз перед тем, как Пейтон был готов начать марш из Матруха в Соллум. Сануситы были замечены воздушными наблюдателями из отряда 17-й эскадрильи в Файюме. На следующий день самолет разбомбил оазис восемью 9,1 кг бомбами, а разведывательный полет через три дня не обнаружил сануситов. В то же время в Фарафре были захвачены оазиси, а затем сануситы двинулись к оазисам в Дахле, где их видели 27 февраля, после того как отряд RFC в Минье перебрался в Асьют, а затем организовал передовые посадочные площадки для наблюдения за Харгой и оазисы Далка, простирающиеся в радиусе 362 км.
159-я бригада уже была отправлена в Вади-Натрун, к северо-западу от Каира, а 1/1-я конная бригада Северного Мидленда — в Файюм, примерно в 97 км к юго-западу от Каира, с меньшими силами вдоль Нила. Британцы усилили отряды, прикрывавшие долину Нила, и назвали командование Южными силами (генерал-майор Дж. Адье), базирующееся в Бени-Суефе, удобно расположенное для отражения наступления с запада. Поражения, нанесенные сануситами во время прибрежной кампании, позволили расширить гарнизоны на юг, и в конце марта южный конец линии постов оказался у Исны. Египетские чиновники из Харги, где проходила легкорельсовая дорога, соединяющая главную линию вдоль Нила, были отозваны, когда Дахла была оккупирована. Никаких попыток атаковать сануситов предпринято не было, но частые разведывательные вылеты самолетов вели наблюдение.  К 19 марта поражения сануситов на побережье понизили их моральный дух. Сануситы покинули Харгу по собственному желанию, и британцы использовали легкорельсовый транспорт для перевозки отряда Харги (подполковник А. Дж. Макнил), общевойскового отряда численностью 1600 человек, в оазис 15 апреля.
На следующий день форпост был установлен в оазисе Могара, примерно в 153 км к западу от Каира. Мюррей приказал продлить легкорельсовый транспорт от Харги до оазиса Могара, построить новый легкорельсовый транспорт от Нила в Бени-Мазаре до Бахарии и построить линию блок-хаусов вдоль пути Дарб-эль-Руби от Самалута до Бахарии, маршрута новая железная дорога. Имперский верблюжий корпус был сформирован в ноябре 1915 года в основном из рот 1-й австралийской дивизии и 2-й австралийской дивизии, австралийской легкой кавалерии, новозеландских войск, британских йоменов и территориальной пехоты. Корпус стал основной силой в обороне западного Египта, объединив верблюжий транспорт и автотранспорт. Патрули на легких автомобилях «Форд» и легких бронемоторных батареях произвели революцию в оккупации Западной пустыни, увеличив дальность патрулирования с десятков миль на верблюдах до сотен миль на транспортных средствах. Из-за больших расстояний патрули действовали независимо, но оказались настолько эффективными, что сануситы были быстро отрезаны от долины Нила и изолированы в оазисах, которые они все ещё занимали.

### Инцидент в оазисе Дахла

Карта оазиса Дахла

К концу мая 1916 года вдоль дороги Дарб-эль-Руби было построено четыре блокпоста, и медленно продвигалось строительство железной дороги до Бахарии. Основные силы сануситов, численностью 1800 человек, находились в Дахле, и 4 октября Мюррей приказал новому командующему Западными силами генерал-майору У. А. Уотсону начать операции против них. Новости просочились к Сайеду Ахмеду, который продвинулся из Дахлы в Бахарию с большей частью своих сил, ослабленных болезнью и голодом, и Ахмед отступил в Сиву с 8 по 10 октября. Западные силы попытались заманить в ловушку арьергард сануситов к западу от Бахарии с помощью отряда легких машин, но расстояние и плохое движение позволили сануситам уйти.  Британцы поняли, что гарнизон в Дахле намного меньше и, вероятно, скоро уйдет в отставку, и Ватсон решил атаковать из Харги.
В состав отряда входило шестьдесят человек с бронеавтомобилем «Роллс-Ройс» и тендером, шестью «Фордами» и двенадцатью мотоциклами, двумя пушками «Виккерс» и двумя пушками «Льюис», за которыми следовала рота Верблюжьего корпуса, которая не могла прибыть в течение 48 часов после  легковые автомобили.  Двигатели прибыли в Дахлу 17 октября и обнаружили, что большая часть сануситов ушла, за исключением группы из примерно 120 человек в Будхулу посреди оазиса, которая была взята в плен. Рота Верблюжьего корпуса прибыла в Бир-Шейх-Мохаммед в западной части Дахлы 19 марта и взяла еще сорок пленных. Британцы начали патрулировать все вокруг и взяли еще пятьдесят пленных и несколько политически подозрительных гражданских лиц; к концу марта оазис и его 20 000 жителей были очищены от сануситов. Гарнизоны были установлены в Дахле и Бахарии, и гражданское правительство возобновило свою деятельность; в ноябре экспедиция на Фарафру взяла еще пленных.

### Рейд в Сиве
В январе 1917 года Мюррей узнал, что Сайед Ахмед намеревается отступить из Сивы в Джагбуб со своими 1200 вассалами, и 21 января приказал провести операцию по его захвату и нанесению потерь оставшимся последователям. Ожидалось, что на подготовку экспедиции автомобилей и верблюдов уйдет месяц, чтобы преодолеть 320 км безводной пустыни из Матруха, но пришло известие, что Ахмед готов уйти, и Мюррей приказал бригадному генералу Х. У. Ходжсону немедленно атаковать используя только автомобили.  Оазисы Гирба и Сива почти соприкасаются, причем Гирба лежит к северо-западу от Сивы. Основные силы сануситов базировались в Гирбе, и Ходжсон планировал атаковать, в то время как отряд бронемоторных батарей блокировал перевал Мунассиб возле Гагайба, в 39 км к северо-западу. Трасса Гирба-Джагбуб спускалась с плато через перевал. Британцы ожидали, что сануситы отступят через перевал и окажутся в ловушке.
2 февраля три батареи легкой бронетехники и три патруля лёгких автомобилей пробились через пустыню к точке в 298 км к юго-западу от Матруха и в 21 км к северу от перевала Шегга. В 9:00 утра следующего дня силы вошли в оазис в 8 км к юго-востоку от Некб-эль-Шегги и двинулись на Гирбу. Машины удивили сануситов, которые открыли перестрелку, но затем британцы обнаружили, что земля слишком неровная, чтобы подойти ближе чем на 800 ярдов (730 м), пока позже в тот же день некоторым машинам удалось продвинуться вперед ещё на 400 ярдов (370 м) и поддерживать пулеметный огонь по обороне сануситов. Дезертиры сообщили, что в Гирбе находилось около 850 сануситов и ещё 400 в Сиве вместе с Мохаммедом Салехом, который перебрался в Гирбу, чтобы командовать обороной, пока Сайед Ахмед готовился к отступлению на запад. Ночь была тихой до 5 часов утра, когда сануситы открыли огонь и начали жечь свои запасы. Когда рассвело, сануситы отступили через проход в тыл и исчезли. Рейдеры разрушили лагерь и отправили патрули в сторону Сивы, войдя на следующий день без сопротивления, где жители, казалось, были рады избавиться от сануситам.
Основной группе на перевале Мунасиб не удалось перехватить сануситов, поскольку откос был слишком крутым, чтобы подойти ближе, чем на 29 км, и только легким автомобилям и бронеавтомобилю удалось спуститься по откосу и закрыть перевал. 4 февраля отряд устроил засаду на конвой с западной почтой, а на следующий день встретил передовые отряды сануситов, отступавшие из Гирбы. Рейдерам удалось помешать, когда сануситы сдержали их и отвлекли следующие конвои через песчаные дюны вокруг перевала. Машины вернулись на место встречи, и по оценкам налетчиков, они убили сорок сануситов, сорок верблюдов и ранили 200 человек. Винтовки и снаряжение трех раненых британских членов отряда были уничтожены. Войска вернулись в Матрух 8 февраля, когда Сайид Ахмед отступил в Джагбуб. Переговоры между Саедом Идрисом и британцами и итальянцами в Тобруке, начавшиеся в конце января, были активизированы известием о поражении сануситов при Сиве. В Акраме 12 апреля Идрис отреагировал на намеки британцев о том, что они считают его законным лидером сануситов и что Сайед Ахмед доставляет неудобства, принял британские условия и 14 апреля заключил соглашение с Италией.

### Итальянская Ливия
После открытого возобновления поставок помощи сануситам из Османской империи в июле 1915 года Италия ответила объявлением войны 21 августа. Военные действия позволили Италии формально отменить все привилегии, которыми османский султан пользовался в Ливии по Ушискому договору (17 октября 1912 г.), положившему конец первой итало-турецкой войне (1911–1912 гг.). Британцы заблокировали побережье Киренаики, чтобы предотвратить выгрузку грузов сначала греческими лодками, а затем с конца 1915 года немецкими подводными лодками, охраняя границу Киренаики и Египта, чтобы предотвратить контрабанду оружия, которая открыто осуществлялась османами при попустительстве Германии. Потребность в войсках на Итальянском фронте привела к сокращению итальянских оккупационных сил со 100 000 до 70 000 человек в районе Триполи, который был умиротворен путем зверств. Внутренние районы и прибрежная полоса от Хумса до Бенгази, Дерны и Тобрука опустели.
Крепость Бу Нджем, отвоеванная у османского гарнизона только в 1914 году, была передовым итальянским постом на Сиртике. Внутренние территории были либо эвакуированы (Ваддан, Хун и Сукнан), либо их посты были оставлены изолированным гарнизонам, осажденным сануситами и бедуинами. Цель сануситов по изгнанию итальянцев совпала с военными целями Османской империи. В 1914 году британцы решили умиротворить сануситов, но присоединение Италии к Антанте в мае 1915 года привело к тому, что британцы оказали давление на сануситов, чтобы те признали итальянскую оккупацию и прекратили приграничную торговлю. Сануситы стали более зависимы от немецкого и османского импорта, и им пришлось переезжать в поисках еды. Попытка немецкого агента Маннесмана сфабриковать дипломатический инцидент 15 августа провалилась, но экономический кризис, вызванный британским эмбарго, подтолкнул сануситов к войне. Османский султан назначил Сайеда Ахмеда губернатором Триполитании, и Ахмед опубликовал халифский указ о джихаде против неверных британцев и их союзников.

### Киренаика
29 апреля 1915 года полковник Антонио Миани и его войска, выступавшие из Сиртики, потерпели поражение от сануситов в битве при Каср Абу-Хади (или Аль-Гардабия), потеряв 3000–4000 человек. Захваченная техника была огромной: 6,1 миллиона винтовочных и пулеметных выстрелов, 37 артиллерийских орудий, двадцати пулеметов, 9048 винтовок, 28 281 артиллерийского снаряда и 37 грузовиков. Сануситы захватили больше итальянского оружия, чем доставленное османами и немцами. Вскоре итальянцы покинули Бу-Нджем, а в 1916 году отряд сануаиты под командованием Рамадана аль-Штайви вторглись в Триполитанию. Сануситы разгромили группу бедуинов во главе с Сайедом Сафи ад-Дином в Бани-Валиде, прежде чем Сайед Идрис отозвал войска и принял идею западного предела власти сануситов. Идрис установил хатт ан-нар (линию огня) через Сиртику, чтобы предотвратить набеги аль-Штайви и его войск, которые были вооружены итальянцами и целью которых было восстановить свои позиции в глубине страны.
В марте 1916 года Сайед Хилал, молодой родственник Сайеда Ахмеда, явился к итальянцам в Тобруке, якобы в поисках еды для голодающих народов Мармарики. Итальянцы уговорили его убедить айбадатцев сдать 1000 винтовок в обмен на еду. Его добрые услуги были использованы для беспрепятственного проникновения в порт аль-Бурди Сулейман в мае, а затем в старый лагерь Сайеда Ахмеда в Масааде. Его действия опозорили Сайеда Идриса, и переговоры между англо-итальянской комиссией и Идрисом в аль-Зувейтине сорвались. Британцы начали наступление, и к началу 1917 года переговоры возобновились в Акраме (Акрома), и в апреле были согласованы Акромские соглашения. Вопросы разоружения населения и статуса исламского права были оставлены на будущее, но боевые действия в Киренаике подошли к концу.

### Триполитания
Итальянские войска захватили Гат на юго-западе провинции в августе 1914 года, что спровоцировало восстание и вынудило итальянцев покинуть Гат и Гадамес. Призыв к джихаду имел больший эффект среди сенусси, чем где-либо еще, и Ахмад начал джихад в Феццане на юге Ливии. Итальянцы повторно захватили Гадамес в феврале 1916 года, но блокада сануситов не имела большого военного эффекта, поскольку они были хорошо снабжены трофейным итальянским оружием;  Итальянские гарнизоны из Киренаики были выведены для усиления запада. Османско-немецкие операции в Триполитании базировались в Мисурате, куда каждые пару недель заходила подводная лодка для доставки оружия и боеприпасов, а в мае 1917 года была построена станция беспроводной связи. Османские войска установили около двадцати постов на побережье и к 1918 году насчитывали 20 000 регулярных солдат, такое же количество проходило обучение и еще 40 000 необученных резервистов. В сентябре 1918 года, когда османские войска не позволили ему войти в Триполитанию, Сайед Ахмед сел на немецкую подводную лодку в Аль-Акаиле и отправился в изгнание в Турцию. В Триполитании местные войска под командованием аль-Штайви и османские регулярные солдаты под командованием Нури-бея и Сулимана аль-Баруни сопротивлялись итальянцам до конца войны. Археологический анализ соляной ванны Каллайи, места небольшой стычки между ливийцами 14 ноября 1918 года, показывает, что у них были русские винтовки, захваченные немцами и австро-венграми на Восточном фронте и отправленные в Ливию через османов.

### Вторжение в Тунис
13 сентября 1915 года командующий сануситами Халифа бен Аскер вторгся во французский протекторат Тунис, взяв Дехибу к югу от Татахвима. Французы, отвлечённые восстанием на юге Алжира, оставили юг Туниса без защиты. Сануситы не нашли особой поддержки со стороны местного населения, и руководство сенусси было рассержено на Халифу бен Аскера за то, что тот втянул французов в бой. Они рассматривали свою войну только против итальянцев и британцев и не хотели злить французов. Халифа бен Аскер был арестован сануситами, и их войска покинули Тунис.

## Последствия

### Анализ
Дела и действия в Западной пустыне были небольшими сражениями, и когда сануситы начали военные действия, гарнизон Египта был истощен кампаниями на Синае и Галлиполи. Небольшое количество войск с обеих сторон располагалось на больших расстояниях, и войска, участвовавшие в экспедиции в Галлиполи, вернулись до завершения Сенусийской кампании, в результате чего 2 марта 1916 года гарнизон в Египте увеличился до 275 000 человек. Общая численность сил Великобритании и Содружества составляла около 40 000 человек, но только 2400 приняли участие в сражение при Агагии. Кампания велась с использованием традиционных методов ведения войны в сочетании с современными технологиями. Этот процесс начался итальянцами, которые были пионерами военного использования самолетов во время итало-турецкой войны. В 1915 году британцы использовали двигатель внутреннего сгорания, чтобы ездить по пустыне и летать над ней, добавив в свои операции новое измерение скорости и мобильности, с которым сануситы не могли противостоять. Британцы объединили военно-морские операции с воздушной и наземной кампанией, а также использовали старые методы ведения войны, используя верблюдов в качестве вьючных животных для увеличения дальности действия наземных войск, а также проводя шпионаж и сея инакомыслие среди лидеров сануситов и их османских и немецких спонсоров. Патрули лёгких автомобилей и батареи легких бронеавтомобилей совершали дальние патрули и рейды, собирая информацию и удивляя сануситов, которые вскоре потеряли связь с долиной Нила и затем были изолированы в захваченных оазисах, пока не были захвачены или вытеснены голодом и болезнями. В 2001 году Страчан описал военные действия в Ливии как войну, независимую от Первой мировой войны, начавшуюся в 1911 году и закончившуюся в 1931 году. Колониальный захват земель встретил сопротивление местного населения, которое переросло в национально-освободительное движение. Технологическое превосходство британцев и огромное, малонаселенное пространство пустыни были условиями для мобильности и решительных действий, противоположными последствиям индустриальных войн в Европе. Оборудование и методы, которые быстро разгромили сенусси в 1915 и 1916 годах, были приняты на Синае, в Палестине и Сирии с 1917 по 1918 год.

### Потери
В 2010 году Дель Бока писал, что с января по июль 1915 года в Ливии потери итальянцев составили 5600 убитых, несколько тысяч раненых и около 2000 пленных.

### Заключение мира
К марту 1917 года войскам сануситов было приказано уйти из Египта в Ливию. Нападение сануситов на Египет не помогло Османской империи победить британцев к востоку от Суэцкого канала, и большая часть египетского населения не присоединилась к джихаду и не восстала против британцев. Поражение Сайеда Ахмеда было подорвано, и его племянник Сайид Мохаммед Идрис, выступавший против кампании, добился благосклонности за его счет. Мирное соглашение между британцами и сануситами, заключенное 12 апреля 1917 года, признало Идриса эмиром Киренаики (который в конечном итоге стал королем Ливии Идрисом I). Идрис должен был выдать всех граждан Великобритании, Египта или союзников, потерпевших кораблекрушение, а также сдаться или изгнать османских офицеров и их союзников. В Джагбубе было разрешено разместить пятьдесят полицейских, но ни в Сиве, ни в Египте не было разрешено присутствие других военных сил.  Британцы обязались разрешить торговлю через Соллум и что, хотя Джагбуб останется египтянином, он будет находиться под управлением Идриса, при условии, что будет выполнено обязательство не допускать въезд военных сил в Египет. Двумя днями позже Идрис пришел к соглашению с итальянцами и подписал modus vivendi, после чего на Западной границе оставалось спокойствие до конца войны. Сайед Ахмед задержался на год; в августе 1918 года он отправился в Константинополь на австро-венгерской подводной лодке и вёл панисламскую пропаганду.

## Распоряжение битв

### ВФФ, роман Вади Мадрида
Все подразделения из книги «Макманн и Фолс: Военные операции в Египте и Палестине», том I (1996 [1928]), если не указано иное.
Правая колонна подполковник Дж. Л. Р. Гордон
- Ройал Бакс Гусары
- 1 секция, батарея Notts RHA
- 15-й сикхский полк
- 1-я новозеландская стрелковая бригада
- 2/8 Миддлсекс

Водная секция скорой помощи Ноттс и Дерби, австралийский поезд
Левая колонна, бригадный генерал Дж. Д. Т. Тиндейл-Бриско, штаб бригады и отряд связи, составная йоменская бригада
2 отряда йоменов герцога Ланкастера
- 1 Войска Дербишира Йоменри
- 2 войска йоменри лондонского Сити
- 1-я эскадрилья Хертс Йоменри
- Сводный полк австралийской легкой кавалерии
- Notts Battery RHA (без одной секции)
- Йоменское пулеметное отделение
- Полевая скорая помощь Йоменри

### Сануситы, ВФФ
Все подразделения из книги «Макманн и Фолс: Военные операции в Египте и Палестине», том I (1996 [1928]), если не указано иное.  Более поздняя информация показала, что сануситов было 10 000 человек.
Январь 1914 г.
- Дерненский район
  - 3000 платных регулярных клиентов
  - 6000 волонтеров (неоплачиваемые)
- Район Бенгази
  - 3000 платных постоянных клиентов
  - 5000 волонтеров
- Район Триполи
  - 600 африканских солдат
  - 800 зовайские арабы
  - 1000 туарегов

20 ноября 1915 г.
- Составная йоменская бригада (бригадный генерал Тиндейл Биско)
  - 3 сводных йоменских полка 2-й конной дивизии, в состав которых входят детали более чем двадцати полков.
  - 1 сводный полк австралийской легкой кавалерии, состоящий из частей австралийских бригад легкой кавалерии.
  - 1/1-я Ноттингемширская королевская конная артиллерия
  - Колонна с боеприпасами
- Составная пехотная бригада (бригадный генерал лорд Лукан)
  - 1/6 батальон Королевских шотландцев (территориальный)
  - 2/7 батальон Миддлсексского полка (территориальный)
  - 2/8-й батальон Миддлсексского полка (территориальный)
  - 15-й Лудхианский сикхский полк
- 1-я эскадрилья Королевского лётного корпуса
- Дивизионный поезд 1-й австралийской дивизии
- Отряд из Департамента военных работ египетской армии заменил королевских инженеров, ни один из последних не был доступен.

Состав войск часто менялся, и только в середине февраля 1916 года он утвердился. Другие подразделения, прикрепленные к WFF, включали:
- 1-я южноафриканская пехотная бригада
- 2-й батальон новозеландской стрелковой бригады
- Биканерский верблюжий корпус
- Имперский верблюжий корпус
- Бронеавтомобильное подразделение герцога Вестминстерского
- Бронепоезд с египетской артиллерией
- 1/1-я конная бригада Северного Мидленда плюс приданная артиллерия
- 6-я конная бригада[k]
- 22-я конная бригада
- 2-я спешенная (йоменская) бригада
- 3-я спешенная (йоменская) бригада
- 4-я спешенная (йоменская) бригада
  - Самолёт-разведчик
  - Вспомогательные войска

## Комментарии
1. ↑  После войны Джафар-паша писал, что руководитель сануситов всегда прохладно относился к войне с Великобританией, считая, что опасность французских и итальянских колониальных амбиций была достаточно серьезной, но немецкие деньги, дипломатические интриги и влияние османов через Энвер-пашу, «втянул его в войну».[5]
2. ↑  U-35 подобрала османскую группу из Будрума 1 ноября, отбуксировала два корабля с припасами и оборудованием и через три дня достигла Бардии, потопив по пути британский корабль. Экипаж U-35 спас семьдесят выживших из ста членов экипажа «Аббаса», отбуксировал их в Бардию и передал османскому коменданту. Затем подводная лодка вернулась в Соллум и атаковала еще несколько кораблей.[11]
3. ↑  Сводный полк легкой кавалерии был сформирован из подкреплений, ожидавших в лагере Гелиополис перед отправкой в Галлиполи. Вместо этого им выдали мечи и отправили в Западную пустыню.[14]
4. ↑  Ночью к 7 декабря в Матрух без происшествий было доставлено 4500 военнослужащих[16]
5. ↑  Штаб был сплочен, территориальные подразделения второй линии еще не закончили обучение, а составные йомены были набраны из двадцати полков. Для охраны линий связи 161-я бригада 54-й (Восточно-английской) дивизии, только что вернувшаяся из Галлиполи, два бронепоезда и два самолета из 17-й эскадрильи базировались в Хаммаме, в 58 км вдоль Хедивальской железной дороги от Александрия, чтобы посмотреть Оазис Могара. Еще один отряд 14-й эскадрильи с 8 декабря базировался в Эль-Гараке в Файюме для наблюдения за оазисом Бахария[19][20]
6. ↑  Джафаар-паша писал после войны, что сануситы потеряли 17 человек убитыми и тридцать ранеными, не считая бедуинских иррегулярных формирований.[23]
7. ↑  Сануситы рассеялись среди гражданского населения численностью около 6000 человек, и британцы предположили, что сануситы сбежали. 1 марта Фарафра был разведан и считался незанятым. Авиационный отряд в Минье был переброшен в Асьют.[37]
8. ↑  Отряд Харга состоял из малочисленных 1/1-го полка Файф и Форфар, 1/1-го и 1/2-го полков Ловата спешившихся йоменри, полузвена RFC, Гонконгской горной батареи и отрядов египетской кавалерии, Имперского верблюжьего корпуса, Королевских инженеров и вспомогательные средства.[39]
9. ↑  Ходили слухи, что он вёл жизнь в пьянстве и разврате среди итальянских офицеров.[58]
10. ↑  Все подразделения из «Макманн и Фолс: Военные операции в Египте и Палестине», том I (1928 г.), если не указано иное.[17]
11. ↑  6-я и 22-я бригады были новыми названиями 1/2-й бригады Южного Мидленда и 1/1-й бригады Северного Мидленда.[72]